# The Daily Ittefaq
The Daily Ittefaq est un quotidien en bengali. Fondé en 1953, c'est le plus ancien journal et l'un des journaux les plus diffusés au Bangladesh. Il est imprimé par Ittefaq Group of Publications Limited.

## Ère coloniale
Le Weekly Ittefaq a été publié pour la première fois le 24 décembre 1949 par Yar Mohammad Khan, ses fondateurs et éditeurs, ainsi que les fondateurs et trésoriers de la Ligue Awami du Bangladesh. Tous deux étant activement impliqués dans la politique et le mouvement anti-pakistanais, ils ont nommé Tofazzal Hossain, qui travaillait alors à Kolkata, rédacteur en chef du Daily Ittehad de Kolkata, publié par Huseyn Shaheed Suhrawardy. À la suite d'un litige avec les propriétaires d'origine dans lequel Tofazzal Hossain a gagné, Manik Mia a été déclaré propriétaire de la licence d'édition de l'hebdomadaire Ittefaq. Tofazzal Hossain a par la suite acquis une nouvelle licence sous le nom de The Daily Ittefaq.
À l'époque coloniale, le journal a fait connaître la négligence et la mentalité coloniale des dirigeants pakistanais au Pakistan oriental. En conséquence, le gouvernement a agi contre ses rédacteurs en chef et ses journalistes. La chronique éditoriale de Tofazzal Hossain, « Rajnaitik Mancha » (plate-forme politique) est devenue populaire au Pakistan oriental. À l'époque du Mouvement de la langue bengali, le Daily Ittefaq a joué un rôle vital. Ittefaq a également joué un rôle important dans les élections générales de 1954 et a contribué à la victoire du Front uni. Ittefaq s'est toujours fortement opposé à tout régime militaire du Pakistan, à commencer par Ayub Khan et Yahya Khan,,.
L'Ittefaq a soutenu le programme en six points de la Ligue Awami au milieu des années 1960 et a aidé à publier ses idées. Ittefaq est rapidement devenu la voix des citoyens du Pakistan oriental. Le président Ayub Khan a censuré sa publication du 17 juin au 11 juillet 1966, puis du 17 juillet 1966 au 9 février 1969. Tofazzal Hossain a été emprisonné plusieurs fois.
Hossain est décédé le 1er juin 1969 ; le journal a ensuite été dirigé par ses deux fils, Mainul Hosein et Anwar Hossain.

## Rôle dans la guerre de libération du Bangladesh
Le bureau d'Ittefaq a été incendié et complètement démoli le 25 mars 1971 par l'armée pakistanaise dans le cadre de l'opération Searchlight. Tout était en ruines et il n'y avait aucun signe de vie. Le journal a reçu 100 000 takas (équivalent à 8 300 livres sterling en 1971) à titre d'indemnisation de la part du gouvernement pakistanais. Cela a permis à Mainul Hosein de reprendre l'édition, sous l'œil vigilant des autorités, depuis le Daily Pakistan Press, le 21 mai 1971,. Pendant le reste de la guerre de libération du Bangladesh, le journal a été le porte-parole de Yahya et Tikka Khan, et a sévèrement critiqué les combattants de la liberté.
Après un coup de fil du Daily Sangram à Serajuddin Hossain, le rédacteur en chef du Daily Ittefaq, ce dernier a été enlevé le 10 décembre 1971 et n'a jamais été retrouvé. Lors des procès pour crimes de guerre au Bangladesh en 2012, Ali Ahsan Mohammad Mojaheed (en), membre du parti Jamaat-e-Islami, a été accusé du meurtre de Hossain.

## Époque contemporaine
Les fils de Manik Mia en sont redevenus propriétaires après la nationalisation du 24 août 1975. Aujourd'hui, Anwar Hossain en est le rédacteur en chef. Ittefaq présente toutes les sections standard d'un quotidien moderne comme les nouvelles politiques, économiques, sportives, éducatives, de divertissement et les nouvelles générales et locales.

## Édition en ligne
Le journal propose une édition électronique quotidienne en bengali sur son site Internet et une édition en anglais destinée à un public plus jeune. Ce portail d'actualités dispose également d'un E-paper.